# Lijst van nummer 1-hits in Wallonië in 2001
Deze hits stonden in 2001 op nummer 1 in de Waalse Ultratop 40, de bekendste hitlijst in Wallonië.
| Datum        | Artiest            | Titel                        |
| ------------ | ------------------ | ---------------------------- |
| 6 januari    | Garou              | Seul                         |
| 13 januari   | Garou              | Seul                         |
| 20 januari   | Garou              | Seul                         |
| 27 januari   | Garou              | Seul                         |
| 3 februari   | Garou              | Seul                         |
| 10 februari  | Garou              | Seul                         |
| 17 februari  | Garou              | Seul                         |
| 24 februari  | Garou              | Seul                         |
| 3 maart      | Da Muttz           | Wassuup!                     |
| 10 maart     | Da Muttz           | Wassuup!                     |
| 17 maart     | Da Muttz           | Wassuup!                     |
| 24 maart     | Da Muttz           | Wassuup!                     |
| 31 maart     | Da Muttz           | Wassuup!                     |
| 7 april      | Daddy DJ           | Daddy DJ                     |
| 14 april     | Daddy DJ           | Daddy DJ                     |
| 21 april     | Daddy DJ           | Daddy DJ                     |
| 28 april     | Daddy DJ           | Daddy DJ                     |
| 5 mei        | Daddy DJ           | Daddy DJ                     |
| 12 mei       | Daddy DJ           | Daddy DJ                     |
| 19 mei       | Daddy DJ           | Daddy DJ                     |
| 26 mei       | Daddy DJ           | Daddy DJ                     |
| 2 juni       | Daddy DJ           | Daddy DJ                     |
| 9 juni       | Daddy DJ           | Daddy DJ                     |
| 16 juni      | Sully Sefil        | J'voulais                    |
| 23 juni      | Sully Sefil        | J'voulais                    |
| 30 juni      | Sully Sefil        | J'voulais                    |
| 7 juli       | Sully Sefil        | J'voulais                    |
| 14 juli      | Sully Sefil        | J'voulais                    |
| 21 juli      | Sully Sefil        | J'voulais                    |
| 28 juli      | Sully Sefil        | J'voulais                    |
| 4 augustus   | Sully Sefil        | J'voulais                    |
| 11 augustus  | Lorie              | Près de moi                  |
| 18 augustus  | Lorie              | Près de moi                  |
| 25 augustus  | Lorie              | Près de moi                  |
| 1 september  | Axel Bauer & Zazie | À ma place                   |
| 8 september  | Axel Bauer & Zazie | À ma place                   |
| 15 september | Axel Bauer & Zazie | À ma place                   |
| 22 september | Axel Bauer & Zazie | À ma place                   |
| 29 september | Eve & Gwen Stefani | Let me blow ya mind          |
| 6 oktober    | Eve & Gwen Stefani | Let me blow ya mind          |
| 13 oktober   | Eve & Gwen Stefani | Let me blow ya mind          |
| 20 oktober   | Kylie Minogue      | Can't get you out of my head |
| 27 oktober   | Kylie Minogue      | Can't get you out of my head |
| 3 november   | Kylie Minogue      | Can't get you out of my head |
| 10 november  | Kylie Minogue      | Can't get you out of my head |
| 17 november  | Kylie Minogue      | Can't get you out of my head |
| 24 november  | Kylie Minogue      | Can't get you out of my head |
| 1 december   | Kylie Minogue      | Can't get you out of my head |
| 8 december   | Kylie Minogue      | Can't get you out of my head |
| 15 december  | Star Academy       | La musique (Angelica)        |
| 22 december  | Star Academy       | La musique (Angelica)        |
| 29 december  | Star Academy       | La musique (Angelica)        |